# Buscando el sol (álbum de Julio Andrade)
Buscando el Sol es el segundo disco de estudio de Julio Andrade, lanzado en 1992.

## Lista de temas
| N.º | Título                           | Duración |  |
| 1.  | «Amanecer»                       | 3:36     |  |
| 2.  | «Soy herrero»                    | 3:57     |  |
| 3.  | «Cuanto daría»                   | 4:23     |  |
| 4.  | «Mira la morena»                 | 3:20     |  |
| 5.  | «Hoy día recordaré (San Miguel)» | 3:54     |  |
| 6.  | «Me voy de aquí»                 | 4:17     |  |
| 7.  | «Noche callada»                  | 4:20     |  |
| 8.  | «Jackeline»                      | 5:29     |  |
| 9.  | «Tú»                             | 4:52     |  |